# دهستان یام
یام، دهستانی است از توابع بخش مشکان شهرستان خوشاب در استان خراسان رضوی ایران.